# Bernard Hanlo
Bernardus Hubertus Maria Hanlo (Amsterdam, 25 oktober 1829 - Den Haag, 4 maart 1902) was een Nederlands jurist en raadsheer in de Hoge Raad der Nederlanden.
Hanlo werd geboren te Amsterdam als zoon van mr. Antonius Zacharias Hanlo, raadsheer in de Hoge Raad, en Julia Francisca Johanna ten Sande. Hij studeerde rechten aan de Universiteit Leiden van 1846 tot 1851; hij promoveerde daar op 26 mei 1851 op De eurso publico merciurn ac vectorum ex principiis iuris mercatorii neerlandici. Na zijn promotie werd hij advocaat te Den Haag. In 1857 werd Hanlo benoemd tot substituut-officier van justitie bij de Rechtbank Maastricht en zes jaar later tot officier van justitie bij de Rechtbank Breda. In 1867 werd hij benoemd tot raadsheer bij het Hof van Zuid-Holland; hij bleef raadsheer toen dat in 1876 het Gerechtshof Den Haag werd. In dezelfde tijd (1867-1889) was hij ook lid van de gemeenteraad van Den Haag en voorzitter van de kiesvereniging "Vaderland en Koning".
Op 20 augustus 1889 werd Hanlo aanbevolen voor benoeming in de Hoge Raad voor een vacature die was ontstaan door het overlijden van E.G.P. Gertsen. Hij was derde op de aanbeveling; op de eerste plaats stond jhr. mr. L.C.J.A. van Meeuwen, rechter bij de Rechtbank 's-Hertogenbosch, die echter geen interesse had in de functie. De Tweede Kamer plaatste Hanlo bovenaan de voordracht, boven het antirevolutionaire Kamerlid mr. U.H. Huber; de benoeming volgde op 4 oktober 1889. Hanlo bleef de rest van zijn leven raadsheer; hij overleed in zijn woonplaats Den Haag op 4 maart 1902.
Hanlo's jongere broer mr. Alphonsus Maria Bernardus Hanlo (1843-1921) was eveneens raadsheer in de Hoge Raad, van 1889 tot 1902. Hanlo trouwde op 2 april 1856 te Den Haag met Eugenia Geertruida Leonie de Sonnaville.